# Nazca-lemez

A térképen a Nazca-lemez világoskék színű

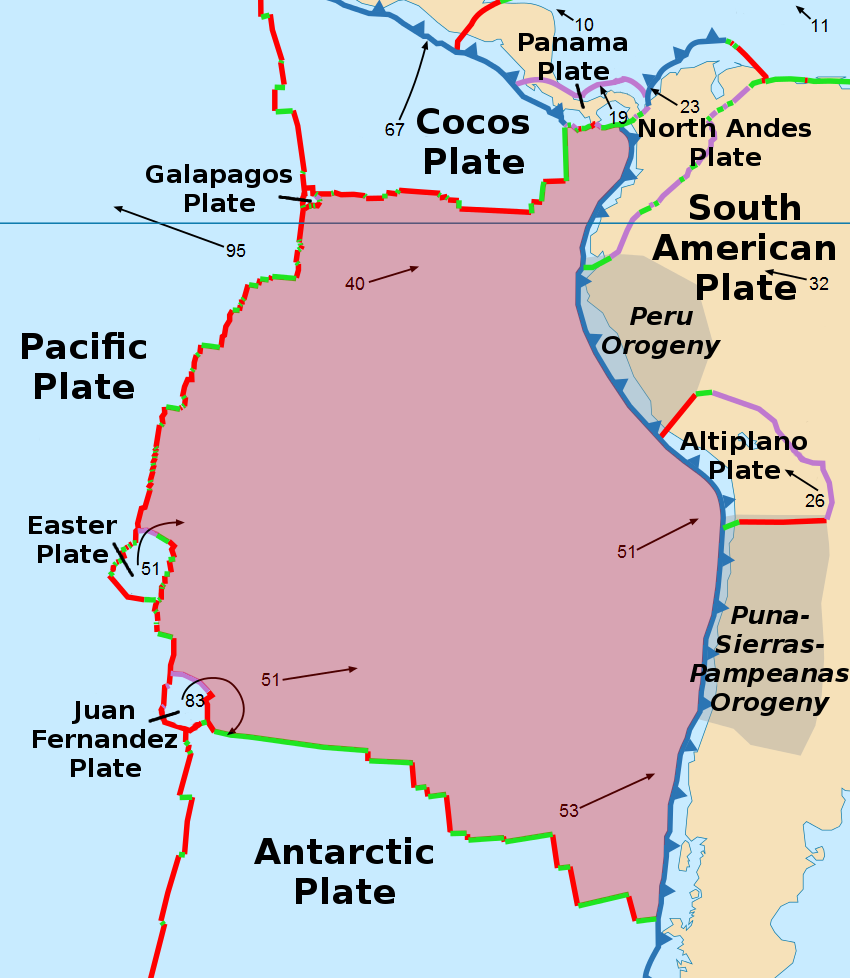
A Nazca-lemez részletes vázlata

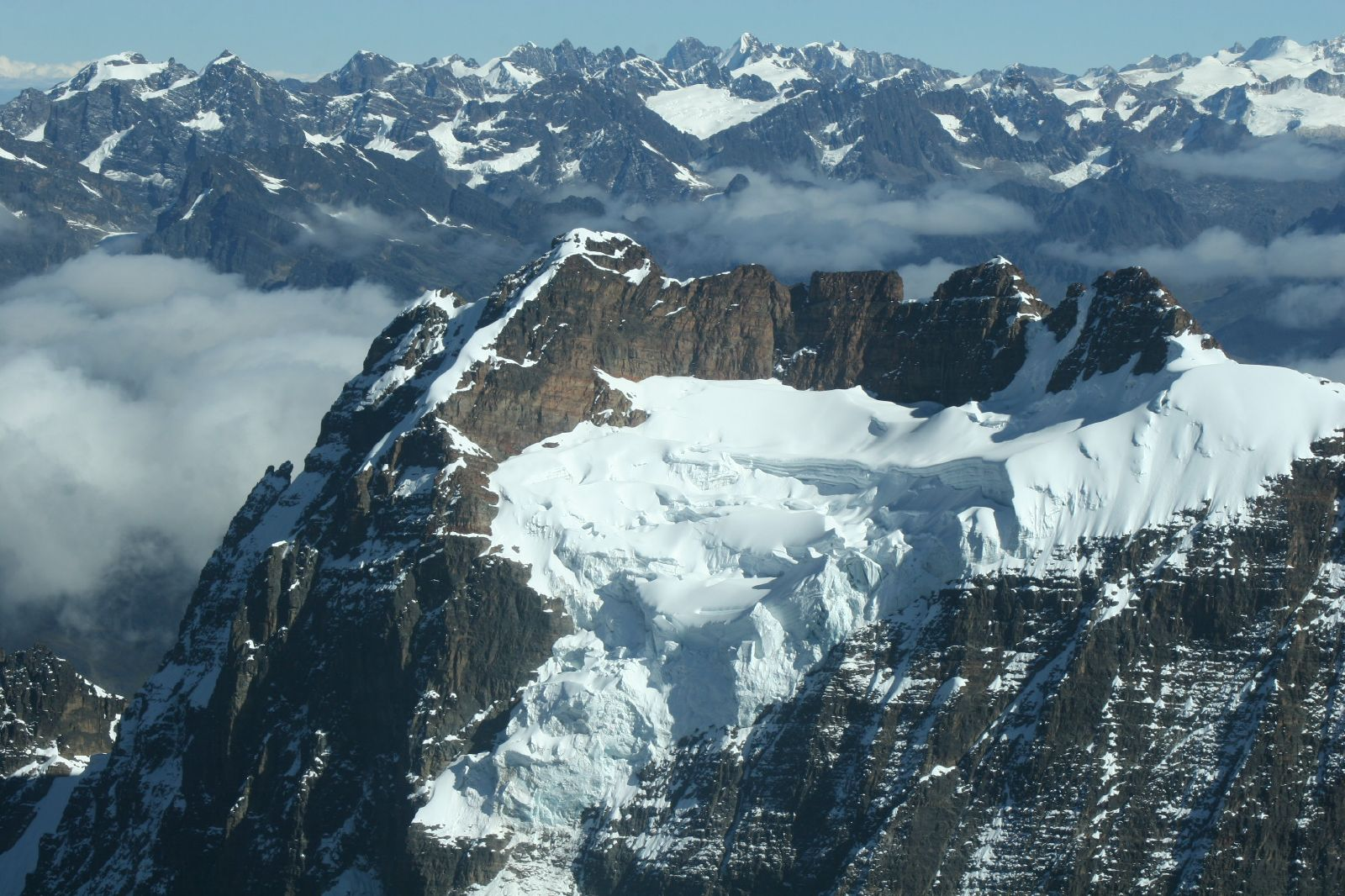
Látkép a bolíviai Andokból

A Nazca-lemez egy kisebb (másodlagos) óceáni tektonikus lemez, mely nevét Peru Nazca régiójáról kapta. Területe mintegy 15,6 millió km2.

## Földtörténet
A többi tektonikus lemez között a Nazca az újabbak közé tartozik. Őse, a Farallon-lemez Pangea kettészakadásakor jött létre a jura végén. A Farallon-lemez mintegy 23 millió évvel ezelőtt szakadt ketté Nazca- és Kókusz-lemezre.

## Lemezmozgás
A Nazca-lemez és a Dél-amerikai-lemez találkozása egyben egy óceáni és egy kontinentális lemez találkozása. Ennek megfelelően a két lemez közeledik, az óceáni lemez folyamatosan a kontinentális alá bukik, közben mélytengeri árkok keletkeznek, és az óceáni litoszféra alsó része beleolvad az alatta lévő asztenoszférába. Eközben a kontinentális lemez érintkező partvonala felgyűrődik. Ezek az úgynevezett alábukási, idegen szóval szubdukciós övezetek.
Ezen kívül távolodó mozgás is megfigyelhető a lemez más oldalainál.

## Határvonalak és belső felépítés
Keleti határvonala Dél-Amerika sűrűn lakott nyugati partvidékén húzódik. Itt a Dél-amerikai-lemez és a Nazca-lemez közeledő mozgást végeznek 7500 kilométer hosszan, ezzel ez a világ leghosszabb szubdukciós zónája. A két lemez közeledésével jött létre az Andok. A tevékenységet vulkanizmus és gyakori földrengések kísérik, itt történt a Richter-skála szerinti 9,5-es, azaz az eddigi legerősebb feljegyzett földrengés.
A lemezen belül három jelentős, víz alatti hegylánc található, a Carnegie-hátság, a Nazca-hátság és a Húsvét-szigeti fenékhegysor. Az utóbbi kettő lényegében egyetlen megszakítatlan, közepes alkáliatartalmú bazaltokból álló hátság, amin azonban világosan kivehető egy hajlat. Ennél a mintegy 23 millió éve keletkezett hajlatnál húzódik a két hegylánc határa.

## Történelmi jelentőség
A törésvonalon a földrengések miatt 2014-ben Tutanhamon múmiájánál is régebbi, a Chinchorro-kultúra idejéről származó múmiát találtak.